# Schefflera sepikiana
Schefflera sepikiana är en araliaväxtart som beskrevs av Hermann August Theodor Harms. Schefflera sepikiana ingår i släktet Schefflera och familjen araliaväxter.
Artens utbredningsområde är Papua Nya Guinea. Inga underarter finns listade.